# The Mountain (film 2018)
The Mountain è un film del 2018 diretto da Rick Alverson.

## Distribuzione
Il film è stato presentato in concorso alla 75ª edizione della Mostra internazionale d'arte cinematografica di Venezia il 30 agosto 2018.

## Riconoscimenti
- 2018 - Mostra internazionale d'arte cinematografica
  - In competizione per il Leone d'oro al miglior film